# Eurya
Eurya es un género con 302 especies de plantas de flores de la familia Pentaphylacaceae.

## Especies seleccionadas
- Eurya acromonodontus
- Eurya acuminata
- Eurya acuminatissima
- Eurya acuminoides
- Eurya acutisepala
- Eurya adenocephala

## Sinónimos
- Pseudoeurya